# Trub (cerveza)

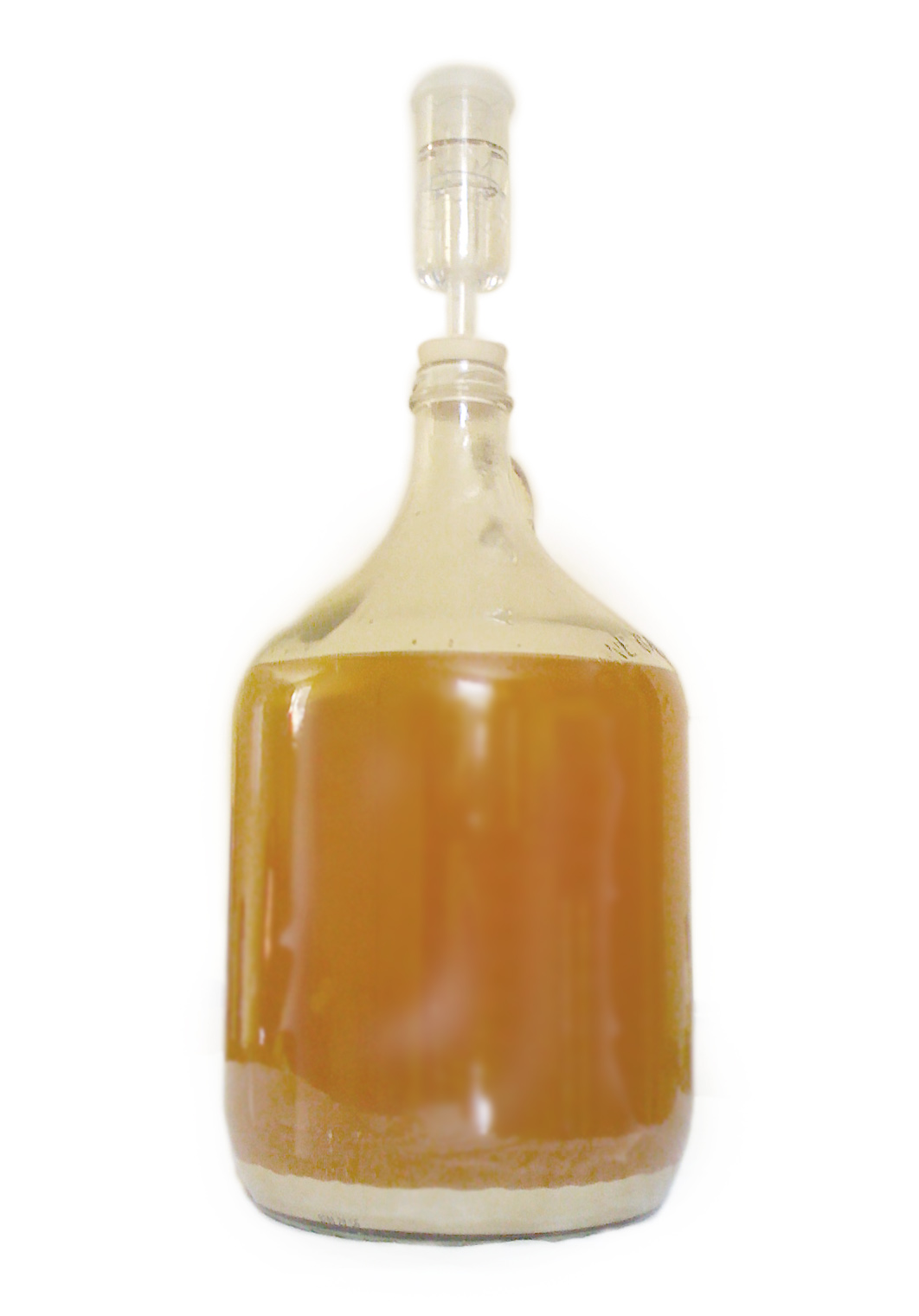
Una recipiente de elaboración de cerveza casera que muestra residuos o lías acumulados en el fondo de la damajuana.

En el proceso de elaboración de cerveza, el trub ( /trub/ o  /trup/)  es el material, junto con los restos de lúpulo, que se concentra en el remolino o hopback después de hervir el mosto de la cerveza y luego transferirlo y enfriado. Los cerveceros generalmente prefieren dejar la mayor parte del líquido en el recipiente de remolino en lugar de permanecer en contacto con el mosto en fermentación. Aunque contiene nutrientes de levadura, su presencia puede impartir sabores desagradables a la cerveza terminada.
Trub también puede referirse a los posos de vino, o capa de sedimento, que quedan en el fondo del fermentador después de que la levadura ha completado la mayor parte de la fermentación.
Se compone principalmente de grasas pesadas, proteínas coaguladas y (cuando está en el fermentador) levadura inactiva.
El término tiene su origen en la palabra alemana trübe (también trüb), que significa turbio, a través de los términos cerveceros y enológicos Trubstoff (turbio + material) y Weintrub (vino + turbio).